# خوسيه كابريرا (ملاكم)
خوسيه كابريرا (بالإسبانية: José Cabrera)‏ مواليد 19 مارس 1987 في تامبيكو، ولاية تاماوليباس، المكسيك، هو ملاكم محترف مكسيكي يصنف ضمن فئة وزن الذبابة.

## إحصائيات
خاض خلال مسيرته 22 نزالا، فاز في 19 وتعادل في 1 وخسر في 2. فاز بالضربة القاضية في 7 نزالات.

## روابط خارجية
- خوسيه كابريرا على موقع بوكس ريك (الإنجليزية) (registration required)